# Le Magny, Vosges
Le Magny var en kommun i departementet Vosges i regionen Grand Est (tidigare regionen Lorraine) i nordöstra Frankrike. Kommunen låg i kantonen Le Val-d'Ajol som tillhör arrondissementet Épinal. År 2010 hade Le Magny 40 invånare.
Kommunen upphörde den 1 januari 2013, då den gick samman med kommunen Fontenoy-le-Château.

## Befolkningsutveckling
Antalet invånare i kommunen Le Magny
| Referens: INSEE |